# Tun antitanc Schneider calibru 47 mm model 1936
Tunul antitanc Schneider, calibrul 47 mm, model 1936 a fost un tun antitanc proiectat și fabricat în cantități reduse de către firma Schneider et Cie pentru armata franceză înainte de începerea celui de-al Doilea Război Mondial. Regatul României a achiziționat licența pentru această piesă de artilerie, procesul de fabricație fiind realizat în totalitate de către societatea Concordia din Ploiești după livrarea documentației, mașinilor și instalațiilor de către firma de armament Schneider.

## Istoric
Tunul antitanc Schneider model 1936 a fost proiectat pentru a înlocui în cadrul armatei franceze tunul de 75 mm model 1897 (Canon de 75 modèle 1897), care era mult prea voluminos și depășit din punct de vedere tehnic. Conducerea armatei franceze a ales însă modelul anticar propus de Puteaux, denumit Canon antichar de 47 mm modèle 1937. Acesta, deși era mult mai greu decât modelul Schneider (1,070 kg, spre deosebire de cele 628 kg ale modelului M1936), avea performanțe balistice superioare. Casa Schneider s-a reorientat spre piața de export și a vândut proiectul tunului anticar Regatului României. Contractul prevedea livrarea a 40 de baterii de tunuri și înființarea unei fabrici de armament și muniții în România în cadrul uzinelor Concordia.

## Descriere
Tunul antitanc Schneider model 1936 avea un afet de tip bifleș (termen militar franțuzesc al epocii pentru tunurile cu două fălcele). Scutul tunului era relativ mic, însă exista posibilitatea deplasării roților în lateral pentru a mări protecția echipajului, o trăsătură unică la tunurile antitanc ale epocii. Țeava tunului, lungă de 44 de calibre, beneficia de o frână de gură. Câmpul de tragere vertical era de 15°, iar cel orizontal era de 45°. Tunul anticar M1936 avea o greutate relativ redusă, de 628 de kilograme, având o mobilitate superioară în zonele greu accesibile. Greutatea proiectilului perforant era de 2,3 kilograme, iar a celui percutant era de 1,48 kilograme. Bătaia eficace era de 1,2 kilometri, iar cea maximă era de 6,7 kilometri.
Datele privind performanțele balistice ale tunului Schneider M1936 diferă semnificativ. Autorul francez Stéphane Ferrard susține că proiectilele acestui tun puteau perfora un blindaj gros de 70 milimetri, aflat la un unghi de 30°, de la distanța de 400 de metri, proiectilele antitanc având o viteză inițială de 750 metri pe secundă. Sursele românești menționează însă că proiectilele puteau perfora un blindaj gros de 40 de milimetri aflat la o distanță de 500 de metri. Viteza inițială în cazul folosirii proiectilului exploziv era mai mică, de doar 675 metri pe secundă. Cadența tirului era de 18 lovituri pe minut. Echipajul era format din șase servanți (un subofițer și cinci soldați). În cazul în care era folosită șenileta Malaxa tip UE pentru tractarea tunului anticar Schneider-Concordia, servanții erau transportați cu ajutorul unei remorci șenilate, fiind însă expuși intemperiilor.

## Producția în România
Necesitatea unei fabrici care să producă tunuri de calibrul 47 mm cu tot cu munițiile necesare a fost menționată încă din 31 august 1931 de către inspectorul general tehnic al armatei române, generalul Aristide Tănăsescu, într-un memoriu asupra situației înzestrării armatei în comparație cu Polonia și Cehoslovacia. Organizarea uzinei urma să fie făcută după modelul polonez, care avea deja o fabrică de acest tip. Cu toate acestea, scandalul afacerii Skoda și prioritatea acordată tubării amovibile (schimbare țevilor în scopul uniformizării calibrului) a vechilor piese de artilerie a întârziat punerea în practică a acestei recomandări.
În 1934, în urma sistării comenzilor de la uzinele de armament "Skoda", Regatul României s-a aflat în situația de a produce singură muniția pentru artileria din dotare. Deoarece în țară doar uzinele Reșița aveau experiență în fabricarea muniției, Ministerul Armamentului a decis semnarea unor contracte cu firme din străinătate pentru construirea unor fabrici locale de armament și muniții.
După negocierile desfășurate la Paris, casa Schneider și societatea Concordia au încheiat un acord privind vânzarea planurilor tehnice ale prototipului. Acesta urma să intre în producție după omologarea și modificarea sa în fucție de cerințele armatei. Contractul a fost semnat de către Gheorghe Tătărescu, președintele Consiliului de Miniștri ai României, și de către A. Dumaine, reprezentantul oficial al firmei "M.M. Schneider et Cie". Documentul prevedea acordarea licenței pentru fabricarea muniției de calibrul 47 mm, livrarea a 100 de tunuri antitanc Model 1936 până la 1 ianuarie 1939 și producția sub licență a pieselor de artilerie în România după această dată. Planurile de fabricație erau în proprietatea Ministerului Apărării, iar societatea Concordia era obligată contractual să respecte Legea contra spionajului. De asemenea, mașinile, instalațiile și sculele necesare producției erau date în grija Departamentului Uzinelor Metalurgice din cadrul societății Concordia. Statul român urma să intervină oficial pe lângă Franța și Belgia pentru ca instalațiile necesare producției să fie livrate "dacă nu cu prioritate, cel puțin cu termen preferențial". Livrările urmau a fi realizate eșalonat, după cum urmează: o baterie cu muniția necesară până la 1 septembrie 1937, 19 baterii cu muniția aferentă până la 1 iulie 1938 și 20 de baterii până la 1 martie 1939. În scopul demarării cât mai rapide a producției și pentru a încuraja producția, oficialitățile au acordat unele beneficii, precum scutiri de taxe.

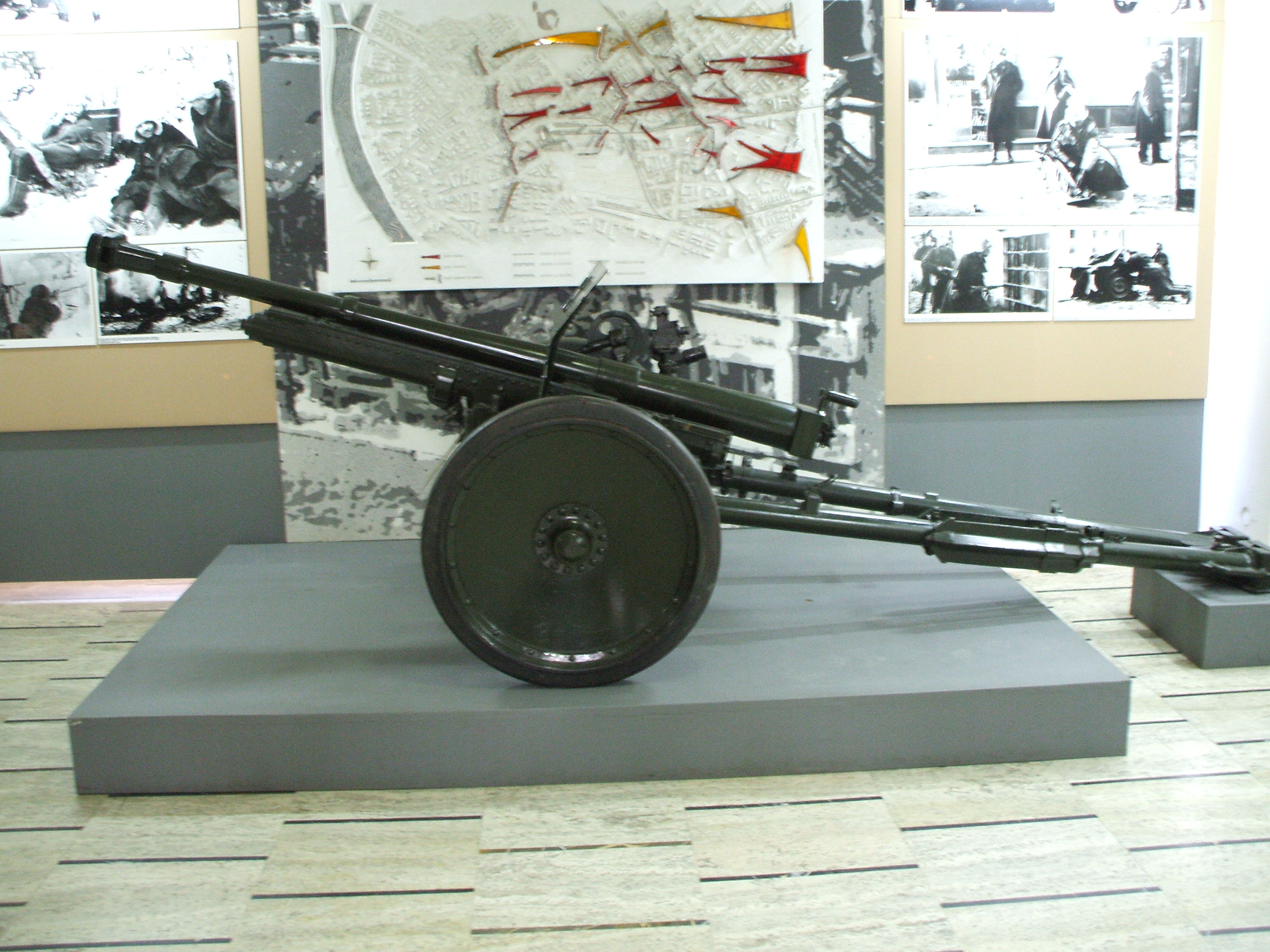
Tunul anticar Schneider-Concordia aflat în colecția Muzeului Militar Național.

Uzina de armament Concordia era organizată în fabrica de muniții și cea de armament. Construcția a început la sfârșitul anului 1936, fabrica de muniții fiind gata la mijlocul anului 1938, iar fabrica de armament în luna noiembrie a aceluiași an. Comenzile pentru tunuri și muniție au durat trei ani și jumătate de la data punerii în funcțiune pentru fiecare fabrică. Producția tunurilor antitanc de calibrul 47 mm a început efectiv la data de 26 mai 1939. Până la 1 august 1940 au fost construite aproximativ 118 tunuri, din care doar 82 au fost puse la dispoziția armatei pentru testele din poligonul Sudiți.
Producția tunurilor antitanc model 1936 a întâmpinat numeroase probleme care au dus la întârzieri: documentația a fost pusă treptat la dispoziție de către casa Schneider, mașinile industriale au ajuns greu, iar țevile autofretate nu au mai ajuns deloc. În plus, fabricarea roților afetului s-a realizat cu întârziere din cauza lipsei documentației, iar sistemele optice au fost construite cu întârziere din cauza unor indecizii. Inițial, s-a dorit un contract de producție a aparatelor de ochire cu firma SOM (Société d'Optique et de Mécanique de Haute Précision, din Franța, care fabrica lentile SOM-Berthiot), apoi cu firma OIP (Societe Belge d'Optique et d'Instruments de Precision din Gent, Belgia) pentru ca în final să fie semnat un contract pe 15 decembrie 1939 cu firma "Zeiss".
Uzinele Concordia au adus și unele îmbunătățiri proiectului tunului și muniției, inspirându-se după tehnica de luptă germană și rusă, însă rezultatele nu au fost notabile. La începutul celui de-al Doilea Război Mondial în Europa, Concordia era singurul loc din țară unde erau fabricate tunuri antitanc, uzinele având o importanță strategică majoră pentru Regatul României. În urma decretului-lege numărul 4.012/1940, fabrica de armament și muniții a fost militarizată, fiind protejată inițial de un pluton și jumătate de infanteriști organizați în șase grupe. Începând cu luna iunie a anului 1940, paza militară era asigurată de o companie alcătuită din 90 de soldați.  Protecția antiaeriană era asigurată în luna iunie a anului 1941 de către o subunitate a armatei germane formată din patru posturi (trei tunuri antiaeriene de calibrul 20 mm și un reflector).
În timpul celui de-al Doilea Război Mondial, uzinele Concordia au continuat să fabrice tunuri antitanc de calibrul 47 mm model 1936, depășind numărul din contractul semnat cu firma de armament Schneider pentru a suplini pierderile și pentru a dota corespunzător forțele armate române. Inițial, au fost comandate 160 de tunuri din Franța, iar Concordia urma să fabrice 140 de tunuri sub licență. Totalul proiectilelor (explozive și de ruptură, adică perforante conform terminologiei epocii) de calibrul 47 mm achiziționate era de 80.313 lovituri. În luna octombrie a anului 1942, rata de producție a tunurilor Schneider model 1936 era de aproximativ 14 exemplare pe lună.

## Utilizare

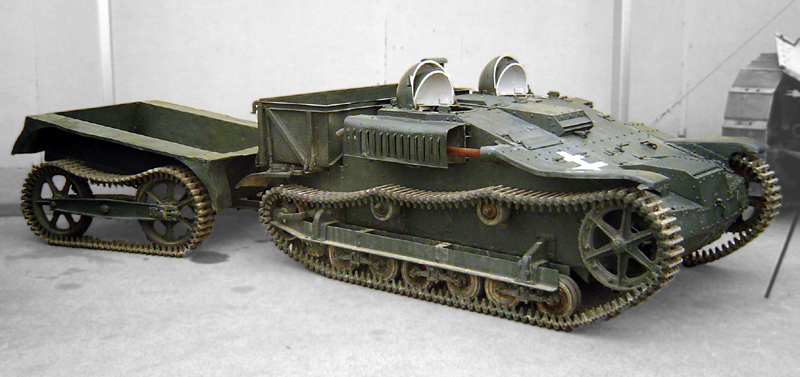
Șenileta Renault UE cu remorcă.

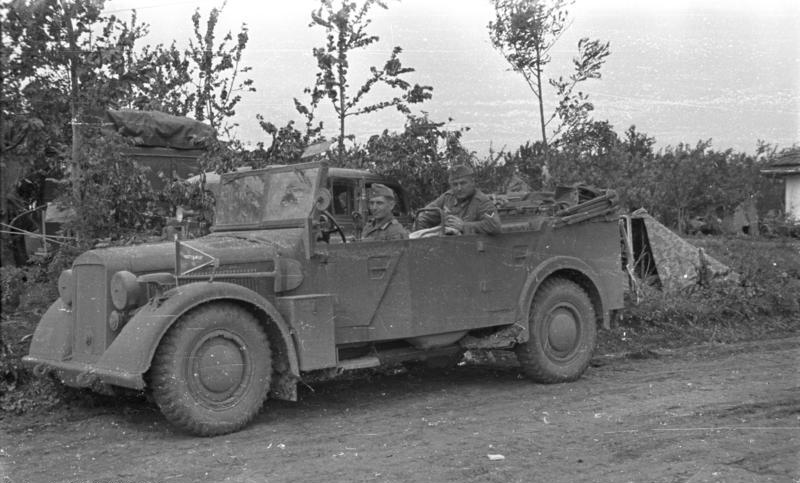
Horch 901 din dotarea armatei germane.

Cele 300 de tunuri antitanc Schneider, calibrul 47 mm, model 1936, erau organizate în 40 de baterii. Fiecare divizie avea câte 12 piese la dispoziție. Șase tunuri erau repartizate bateriei antitanc, iar celălalte șase tunuri erau repartizate unui pluton din cadrul companiei de armament greu a regimentelor de infanterie. Tractarea tunurilor urma să fie asigurată de către șeniletele Renault UE. Zece exemplare au fost achiziționate în 1937 din Franța, iar ulterior a fost semnat un contract pentru 300 de bucăți care urmau să fie fabricate sub licență în România cu denumirea oficială "șenileta Malaxa Tipul UE". Doar 126 de exemplare au fost însă fabricate la uzinele Rogifer (denumite anterior Malaxa) din cauza sistării livrărilor de motoare, cutii de viteze și instrumente de bord din Franța în martie 1941. Din acest motiv, pentru tractarea tunurilor anticar Schneider au fost folosite și autovehiculele Horch 901, cu tracțiune 4×4 (360 de exemplare au fost achiziționate de la Germania nazistă). Aceste vehicule nu au fost proiectate pentru tractarea tunurilor și nu beneficiau de blindaj.
Inițial, rapoartele despre performanțele tunului anticar de calibrul 47 mm Schneider pe Frontul de Răsărit au fost bune. Într-un raport trimis Marelui Stat Major la data de 14 septembrie 1941, intitulat Învățămintele trase din operațiile executate de Armata a 3-a în războiul cu rușii (3 iulie - 10 septembrie 1941) era menționată următoarea precizare: 
 Tunul anticar a dovedit (..) calități bune. Calibrul 47 mm este mai bun în cadrul regimentului pentru a face față carelor mijlocii. La M.U. (divizie n.a.) este absolut necesar calibru mai mare. Toate tunurile anticar trebuie să dispună neapărat și de proiectile brizante deoarece trebuie să tragă și împotriva infanteriei. 
În timpul celei de-a doua bătălii de la Harkov, trupele române au aflat că tunul antitanc Schneider M1936 nu avea nici un efect asupra noilor tancurilor medii T-34 și a celor grele de tip KV, situația fiind salvată de la dezastru de intervenția rapidă a trupelor blindate germane. Deși erau ineficiente, tunurile Schneider-Concordia model 1936 au fost folosite alături de tunul antitanc sovietic de captură, calibrul 45 mm, până la sfârșitul războiului. La apariția tunului antitanc de calibrul 75 mm Reșița model 1943, tunurile Schneider M1936 au trecut din dotarea bateriilor antitanc divizionare la companiile de armament greu regimentar, fiind folosite ca tunuri de însoțire.
Tunurile anticar Schneider de calibrul 47 mm au fost folosite și după război până în anul 1949, când au fost înlocuite de tunuri antitanc de fabricație sovietică de calibrul 45 și 57 mm, deși tunul de calibrul 45 mm era depășit tehnic și cu performanțe asemănătoare tunului Schneider-Concordia.